# David Alroy
David Alroy, egentligen Menahem ben Salomo, var en judisk religiös ledare på 1100-talet.
David Alroy ledde en judisk-messiansk rörelse i Kurdistan. Han förklarades där tidigt som messias, deltog i vissa militära operationer men mördades innan han nått någon stor framgång. I Benjamin Disraelis roman Wondrous Tale of Alroy (1839) beskrivs han som en fiktiv erövrargestalt.